# Espiral de mentides
Espiral de mentides (títol original en anglès, The Illusion of Control; títol original en ucraïnès, Ілюзія контролю; transcrit com a Iliuzia kontroliu) una pel·lícula de thriller del 2021 coproduïda per la Gran Bretanya, Ucraïna i Alemanya. Està dirigida i escrita per Vladek Zankovski i produïda per Ihor Razdorojni. Es va estrenar a Ucraïna l'11 de novembre de 2021. S'ha doblat i subtitulat al català.
El personatge principal, en Víktor, dominava perfectament les habilitats de manipulació, que comença a utilitzar des de ben petit. Manipular fàcilment la gent per dirigir un negoci clandestí. Un dia, en Víktor rebutja un vell client i es converteix en víctima d'una sèrie d'esdeveniments misteriosos i incontrolables.

## Producció
L'estrena de la pel·lícula va ser precedida pel curtmetratge The Illusion of Control: The Beginning (en ucraïnès, Ілюзія контролю: Початок; transcrit com a Iliuzia kontroliu: Potxatok), que es va estrenar el 2017.
El guió estava llest l'any 2017, i al principi es preveia involucrar actors estrangers en el rodatge. Al final, tot el repartiment va ser ucraïnès. El rodatge va tenir lloc principalment a Odessa, així com a Lviv, Kíiv, Berlín i els Carpats.